# Марциново (Елцький повіт)
Марциново (пол. Marcinowo, нім. Martinshöhe) — село в Польщі, у гміні Каліново Елцького повіту Вармінсько-Мазурського воєводства.
Населення — 114 осіб (2011).
У 1975-1998 роках село належало до Сувальського воєводства.

## Демографія
Демографічна структура станом на 31 березня 2011 року:
|          | Загалом | Допрацездатний вік | Працездатний вік | Постпрацездатний вік |
| -------- | ------- | ------------------ | ---------------- | -------------------- |
| Чоловіки | 59      | 11                 | 42               | 6                    |
| Жінки    | 55      | 8                  | 35               | 12                   |
| Разом    | 114     | 19                 | 77               | 18                   |